# 细嘴乌鸦
细嘴乌鸦（学名：Corvus enca），是鸦科鸦属的一种，分布于文莱、印度尼西亚、马来西亚和菲律宾。该物种的保护状况被评为无危。
细嘴乌鸦的平均体重约为251.0克。栖息地包括城市、亚热带或热带的湿润低地林、亚热带或热带严重退化的前森林、亚热带或热带的红树林和耕地。